# Maison de retraite (film)
Pour les articles homonymes, voir Maison de retraite.
Série
Maison de retraite 2 (2024)
Pour plus de détails, voir Fiche technique et Distribution.
Maison de retraite est un film français réalisé par Thomas Gilou, sorti en 2022.
Le film suit Milann Rousseau, un homme qui ne fait rien de sa vie, qui est hébergé  par Sami, son ami d'enfance et avocat, qui le pousse sans cesse à se responsabiliser. Après avoir causé des dégâts matériels qui ont manqué de tuer une vieille dame dans un supermarché, Milann évite la prison et n'est condamné qu'à une peine de travail d'intérêt général grâce à Sami. Il va donc être homme à tout faire dans la maison de retraite « Les Mimosas ». Au départ, c'est un véritable cauchemar pour Milann qui ne supporte pas les personnes âgées. Cependant, malgré ses maladresses et son manque de motivation, Milann va s'attacher peu à peu aux pensionnaires et les aider dans leur quotidien tout en déjouant les plans d'un directeur de maison de retraite malhonnête.

## Synopsis
Orphelins de naissance et élevés ensemble, Sami et Milann ne se sont jamais quittés. Si Sami est devenu avocat, Milann n'a pas réussi à se prendre en main et squatte sans cesse chez son ami. Ayant à cœur de l'aider, Sami lui trouve fréquemment des petits boulots que Milann n'arrive pas à garder plus de quelques jours. En prime, Milann a contracté une dette envers le voyou du coin, Moncef, qu'il ne peut rembourser. Pour oublier tout cela, Milann se rend dans la supérette où il est caissier mais provoque une énième catastrophe, manquant de tuer une vieille dame.
Sami lui sauve la mise en lui faisant faire des travaux d'intérêts général dans une maison de retraite, « Les Mimosas ». Si Milann refuse, il ira en prison. À contrecœur, Milann s'exécute. Il rencontre le directeur, Daniel Ferrand, autoritaire, son chef de la sécurité, Erwann et ses collègues, Marion et Alban et les nombreux pensionnaires notamment Lino, un ancien boxeur, Alfred, Edmond, Claudine, Fleurette, Sylvette et Léontine. Forcé d'être là, Milann met peu de cœur à l'ouvrage mais finit par apprécier les retraités. À la fin de la première semaine, Moncef et ses sbires se rendent chez Sami, exigeant de Milann la somme qu'il doit. Dans l'incapacité de rembourser, Moncef le tabasse, lui promettant qu'il ne s'en sortira pas aussi facilement la prochaine fois. Sami rentre avec sa nouvelle copine et, constatant les dégâts dans son appartement, exige que son ami parte. N'ayant nulle part où aller, Milann retourne aux Mimosas où le petit groupe le cache dans la cave.
Lino le prend alors sous son aile et lui enseigne les rudiments de la boxe pour se défendre. De son côté, Milann s'attache de plus en plus aux résidents qui lui expliquent qu'ils n'ont pas le droit de sortir des Mimosas et que les médicaments qu'on leur donne sont trop forts. Discrètement, Milann se rend dans le bureau de Ferrand et prend les contrats en photos. Surpris par le directeur et Erwann, celui-ci s'apprête à appeler la juge, mais Milann le menace de dénoncer à celle-ci les mauvais traitements qu'il fait subir aux résidents et, finalement, réussit à négocier la fin de ses heures de travaux en échange de son silence. Sur le chemin du retour, Milann est agressé par les hommes de Moncef mais se défend grâce aux techniques de Lino. Se rendant chez Sami pour lui demander conseil, l'avocat comprend que Ferrand cible des personnes âgées seules pour hériter de leur biens si elles meurent dans son établissement. Dans la nuit, Milann appelle Lino pour le remercier mais apprend d'Alban que le boxeur est mort. Pour honorer sa mémoire, Milann décide de faire évader les retraités avec l'aide de Marion et d'Alban.
Après une première tentative avortée, la seconde réussit et le personnel s'enfuit en bus, poursuivi par Ferrand, Erwann et les membres de la sécurité. Ayant réussi à les bloquer, Ferrand exige que les retraités repartent aux Mimosas, mais Moncef débarque et oblige le directeur à battre en retraite. Le caïd explique que Marion est comme sa petite sœur et qu'elle a payé sa dette. En réalité, Lino, sous couvert de Marion, a payé. Milann emmène les retraités dans son ancien orphelinat, devenant le foyer « Lino Vartan », où ils commencent une nouvelle vie en aidant les pensionnaires. Peu de temps après, les magouilles de Ferrand sont rendues publiques et l'ancien directeur est condamné à de la prison. Le film se conclut sur Milann réconfortant un petit garçon l'emmenant auprès des retraités pour jouer ensemble.

## Fiche technique
Sauf indication contraire, les informations mentionnées dans cette section peuvent être confirmées par la base de données cinématographiques Unifrance,  présente dans la section « Liens externes ».
- Titre original : Maison de retraite
- Réalisation : Thomas Gilou
- Scénario : Kev Adams et Catherine Diament, d'après une idée originale de Kev Adams et Romain Levy
- Musique : Julien Cohen et Claude Morgan
- Décors : Jacques Rouxel
- Costumes : Salomé Koumetz
- Photographie : Pierric Gantelmi d'Ille
- Montage : Sandro Lavezzi
- Production : Kev Adams, Stanislas Wawrinka et Élisa Soussan[1],[2]
- Sociétés de production : My Family ; TF1 (coproduction), Sofica SofiTVCiné 8 (en association avec)
- Société de distribution : UGC Distribution
- Budget : 4,95 millions d'euros
- Pays de production :  France
- Langue originale : français
- Format : couleur
- Genre : comédie
- Durée : 97 minutes
- Dates de sortie :
  - France : 21 janvier 2022 (avant-première mondiale au festival de l'Alpes d'Huez) ; 16 février 2022 (sortie nationale)
  - Belgique, Suisse romande : 16 février 2022
  - Québec : 6 mai 2022

## Distribution
Sauf indication contraire, les informations mentionnées dans cette section peuvent être confirmées par la base de données cinématographiques IMDb,  présente dans la section « Liens externes ».
- Kev Adams : Milann Rousseau
- Gérard Depardieu : Lino Vartan
- Daniel Prévost : Alfred de Gonzague
- Mylène Demongeot : Simone Tournier
- Jean-Luc Bideau : Edmond Van de Wer
- Liliane Rovère : Sylvette Leroux
- Firmine Richard : Fleurette Jean-Marie
- Marthe Villalonga : Claudine Valège
- Marianne Garcia : Léontine
- Antoine Duléry : Daniel Ferrand, le directeur des « Mimosas »
- Jarry : Alban
- Manda Touré : Marion
- Omar Mebrouk : Sami, l'avocat et ami d'enfance de Milann
- Oussama Kheddam : Moncef
- Marie-Pierre Casey : la mamie du supermarché
- Stanislas Wawrinka : le maire
- Alessandra Sublet : elle-même
- Lou Gala : Justine
- Ludovic Berthillot : Erwann, le responsable sécurité des « Mimosas »
- Guillaume Bouchède : Bertrand, le directeur de l'orphelinat
- Frank Bellocq : directeur du supermarché
- David Elmaleh : l'homme au cimetière

## Production
Lors du tournage, l'actrice Mylène Demongeot tombe malade du Covid-19.
Le film est en partie produit par le joueur de tennis suisse Stanislas Wawrinka.

### Choix des interprètes
À l'origine, Kev Adams avait proposé le rôle de Lino Vartan à Jean-Paul Belmondo. Mais ce dernier refusa. Après que Jacques Dutronc eut été envisagé par la suite, c'est finalement Gérard Depardieu qui est choisi.
Marie-Pierre Casey refusera plusieurs fois le rôle avant d'accepter.

### Tournage
Le tournage débute en fin février 2020 dans une maison de retraite à Marly-le-Roi dans les Yvelines, avant d'être arrêté au 15 mars à la suite de l'annonce gouvernementale du confinement lié à la pandémie de Covid-19. Il reprend en juin, au même endroit,, pour s'achever fin juin.

## Accueil

### Festival et sortie
Le film est sélectionné en compétition pour le festival de l'Alpes d'Huez, en 2022.

### Critiques
La critique presse est clairement divisée sur la comédie française, entre un positionnement très positif, ou très négatif. Pour Dernières Nouvelles d'Alsace, « le film de Kev Adams tape juste ». La comédie est « touchante » avec un « casting 5 étoiles » pour la rédaction du Parisien. « Statique et sans surprise » pour le Le Journal du dimanche, le long métrage a « une écriture et une mise en scène relâchées et simplistes » pour Le Monde.
Sur le site Allociné, le film reçoit une note moyenne de 2,3⁄5, pour 14 titres de presse. Les spectateurs et spectatrices donnent eux une moyenne de 3,4⁄5 pour 2269 notes.

### Box-office
Le jour de sa sortie, le film se place en seconde position du box-office des nouveautés avec 135 018 entrées, dont 48 173 en avant-première, pour 527 copies. En cela, la comédie se place derrière le blockbuster d'aventure Uncharted (186 499) et devant Hopper et le Hamster des ténèbres (73 568). Sa deuxième place au box-office français est confirmée à l'issue d'une semaine d'exploitation, totalisant 663 787 entrées derrière Uncharted (955 650) et devant Super-héros malgré lui (327 946). La comédie dépasse le million d'entrée (1 048 727) au cours de sa seconde semaine d'exploitation, avec 384 940 entrées supplémentaires. Le long-métrage reste cependant en 2e place derrière Uncharted et devant Maigret (260 011). Pour sa 3e semaine d'exploitation, Maison de retraite descend en 3e position dans le classement avec 303 654 entrées (1 352 381 cumulées).
Le film est toujours devancé par Uncharted (308 321) et suivi par Maigret (129 947). Cette place est conservée pour sa 4e semaine, engrangeant 239 540 entrées supplémentaires pour 1 591 921 entrées cumulées. La comédie est devancée par la nouveauté française Goliath (267 284) et suivie par la comédie française Permis de construire (211 995), elle aussi nouvelle sortie au box-office français. Malgré le Printemps du Cinéma, qui lui offre un léger rebond dans les entrées, Maison de retraite chute de 2 places au box-office français, finissant à la 5e place, avec 240 503 entrées (1 832 424 cumulées), derrière Uncharted (248 093) et devant Goliath (238 427),. La chute continue en finissant à la 10e place, la semaine suivante, avec 47 189 derrière Permis de construire (53 950).
| Pays ou région | Box-office                       | Date d'arrêt du box-office | Nombre de semaines |
| -------------- | -------------------------------- | -------------------------- | ------------------ |
| France         | 2 009 803 entrées                | 10 mai 2022                | 12                 |
| Belgique       | 41 770 entrées                   | 10 mai 2022                | 8                  |
| Suisse         | 39 782 entrées                   | 10 mai 2022                | 8                  |
| Total mondial  | 2 141 716 entrées - 15 391 311 $ | -                          | -                  |

## Analyse

### Incohérence
Sur la tombe de Lino Vartan, il est écrit qu'il est mort en 2021 alors que l'histoire se passe en 2015 et non en 2021.

## Autour du film
Le film sort le 16 février 2022, coïncidence, alors que le journaliste indépendant Victor Castanet a publié le résultat de trois années d'enquête dans son ouvrage Les Fossoyeurs, publié chez Fayard le 26 janvier 2022, qui va être le détonateur d'une vague médiatique de protestations contre les mauvais traitements en maison de retraite, notamment dans les établissements gérés par Orpea, ce qui aboutira à une mise en examen des responsables.
C'est le dernier film avec Mylène Demongeot, qui décède le 1er décembre 2022.

### Suite
Une suite est annoncée avec la présence de Jean Reno, Chantal Ladesou , Enrico Macias, Amanda Lear et Michel Jonasz  dans le rôle de nouveaux pensionnaires retraités, tandis que Stéphane Debac, Louna Espinosa, Anne Marivin et Brahim Bouhlel jouent dans le film pour des rôles encore inconnus.
Kev Adams, Daniel Prévost, Jean-Luc Bideau, Liliane Rovère, Firmine Richard, Marthe Villalonga et Jarry reprennent leur rôle du 1er film. Mylène Demongeot, décédée le 1er décembre 2022, ne revient pas dans ce 2e volet. Le film est réalisé par Claude Zidi Jr..
Le tournage du film Maison de retraite 2 débute le 24 avril 2023 dans le Var,.